# Wang Jiamin
Wang Jiamin (chiń. 王佳敏; ur. 11 lutego 1995) – chińska siatkarka grająca jako środkowa. Obecnie występuje w drużynie Tianjin Bridgestone.